# Terziarie francescane elisabettine
Le terziarie francescane elisabettine sono religiose le cui origini risalgono alla comunità di suore ospedaliere fondate dopo il 1622 ad Aquisgrana da Apollonia Radermecher. Sono distinte in varie congregazioni di suore, alcuni monasteri sui iuris e una congregazione monastica di diritto pontificio.

## Storia

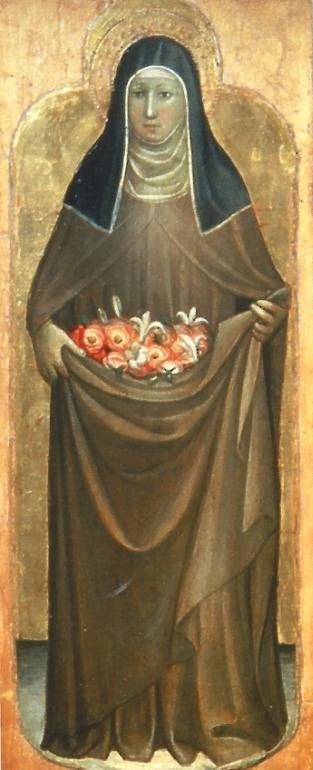
Sant'Elisabetta d'Ungheria, patrona e titolare delle francescane ospedaliere della Radermecher

Le origini della congregazione risalgono alla comunità di religiose ospedaliere istituita da Apollonia Radermecher.
La Radermecher si dedicava alla cura di poveri e ammalati negli ospizi di 's-Hertogenbosch dal 1611 e nel 1622 le autorità della sua città natale, Aquisgrana, la invitarono ad assumere la guida dell'ospedale locale. Nominata direttrice il 13 agosto 1622, pensò di riunire una comunità di religiose per la gestione dell'ospedale: la comunità venne posta sotto l'invocazione di sant'Elisabetta.
Apollonia Radermecher si mise in contatto con i frati minori osservanti di Colonia e il 5 maggio 1626, insieme con due compagne, fu rivestita dell'abito del terz'ordine francescano e iniziò il noviziato, ma morì prima di concluderlo. Le prime religiose ospedaliere di Sant'Elisabetta emisero la professione solenne nel 1627 e la loro congregazione fu aggregata all'ordine dei francescani osservanti.
La congregazione di Aquisgrana fu presto in grado di inviare religiose in altri luoghi e di dare inizio a nuove case, tutte autonome, molte delle quali divennero casa-madre di nuove congregazioni.
Da una delle prime prime filiazioni di Aquisgrana, Düren (fondata nel 1650), ebbe origine la casa di Graz (1690), da cui partirono le religiose che fondarono la casa di Vienna (1709), da cui derivarono numerose filiali in Boemia (Praga nel 1719, Breslavia nel 1736, Bratislava nel 1738, Kadaň nel 1743, Brno nel 1749, Jablunkov nel 1850).
I cinque monasteri cechi di Praga, Bratislava, Brno, Kadaň e Jablunkov, tutti autonomi, si confederarono e furono aggregati all'ordine dei frati minori il 30 dicembre 1929. Gli statuti propri delle terziarie francescane elisabettine furono approvati dalla Santa Sede il 17 giugno 1931.

## Attività e diffusione
Le elisabettine si dedicano essenzialmente all'assistenza ad anziani e ammalati.
Alla fine del 2011 le terziarie francescane elisabettine (ceche) erano 35 in 3 case.
Dalle elisabettine di Apollonia Radermecher derivano anche alcune congregazioni centralizzate (elisabettine di Bad Kissingen, di Bratislava, di Cieszyn, di Humboldt, di Jablunkov, di Linz, di Lussemburgo, di Neuburg) e altre case sui iuris di diritto diocesano (Graz, Vienna, Klagenfurt, Azlburg).